# Vicq (Nord)
Vicq (flämisch: Wyk) ist eine französische Gemeinde mit 1472 Einwohnern (Stand: 1. Januar 2022) im Département Nord in der Region Hauts-de-France. Vicq gehört zum Arrondissement Valenciennes und zum Kanton Marly. Die Einwohner werden Vicquelot(te)s genannt.

## Geografie
Die Gemeinde Vicq liegt im Regionalen Naturpark Scarpe-Schelde (französisch: Parc naturel régional Scarpe-Escaut) und am Rand des Nordfranzösischen Kohlereviers, vier Kilometer westlich der Grenze zu Belgien und neun Kilometer nordöstlich von Valenciennes. Knapp zwei Kilometer westlich von Vicq verläuft die swchiffbare Schelde. Vicq wird umgeben von den Nachbargemeinden Quarouble im Norden, Osten und Süden, Onnaing im Süden und Südwesten sowie Fresnes-sur-Escaut im Westen und Nordwesten. Im Südosten der Gemeinde liegt die Anschlussstelle Vicq an der Autoroute A2. Unmittelbar südöstlich von Vicq befindet sich die Ancienne Fosse Cuvinot, eine ca. 30 m aufragende Abraumhalde der ehemaligen Steinkohlezeche Cuvinot auf dem Gemeindegebiet von Onnaing. Noch knapp auf dem Gemeindegebiet von Vicq liegen einige ehemalige Bergarbeiterhäuser der Siedlung Cité de la fosse Cuvinot.

## Bevölkerungsentwicklung
| Jahr                       | 1962 | 1968 | 1975 | 1982 | 1990 | 1999 | 2009 | 2021 |
| Einwohner                  | 1379 | 1388 | 1301 | 1219 | 1196 | 1253 | 1415 | 1473 |
| Quellen: Cassini und INSEE |      |      |      |      |      |      |      |      |

## Sehenswürdigkeiten

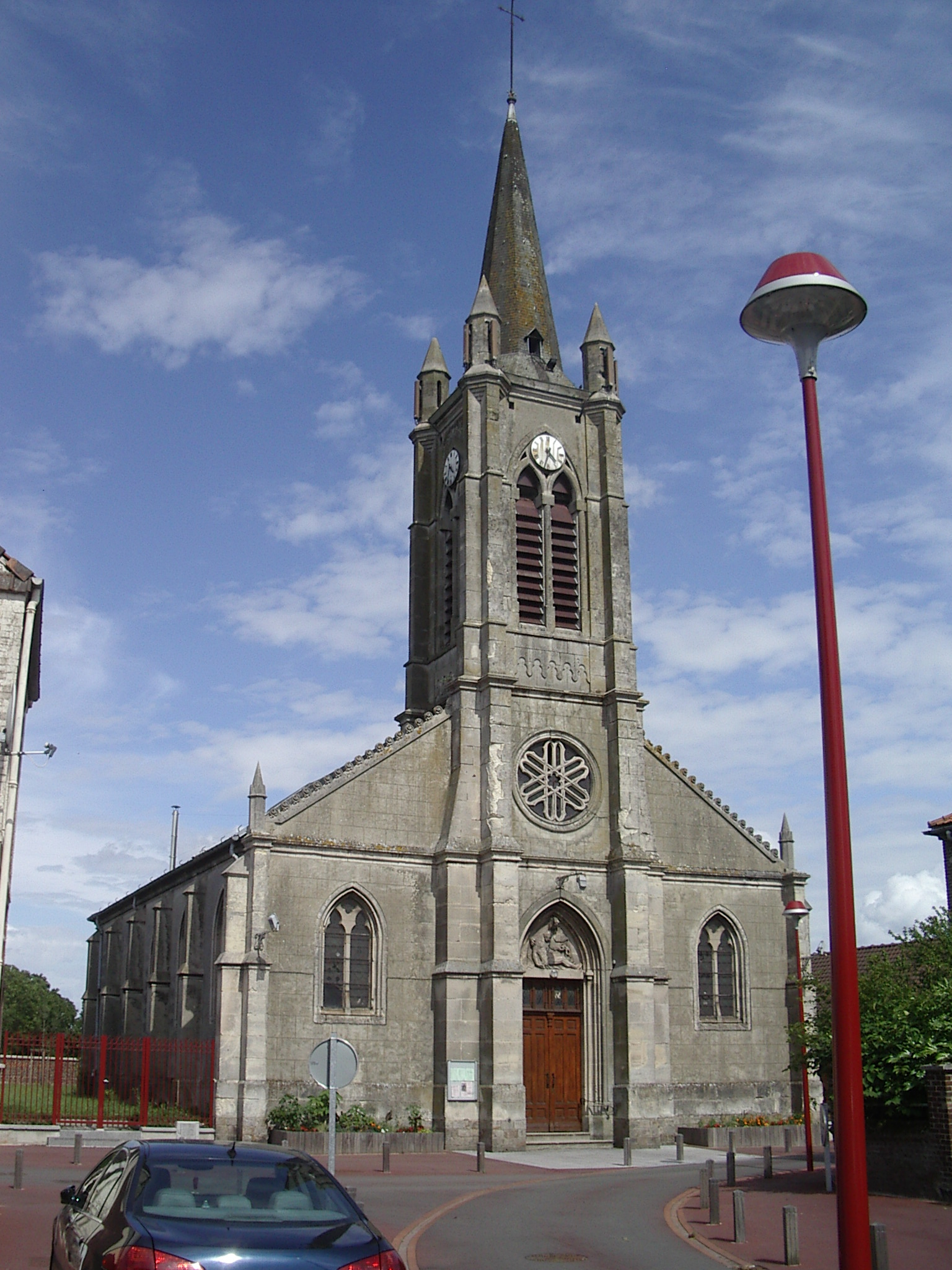
Kirche Saint-Nicolas
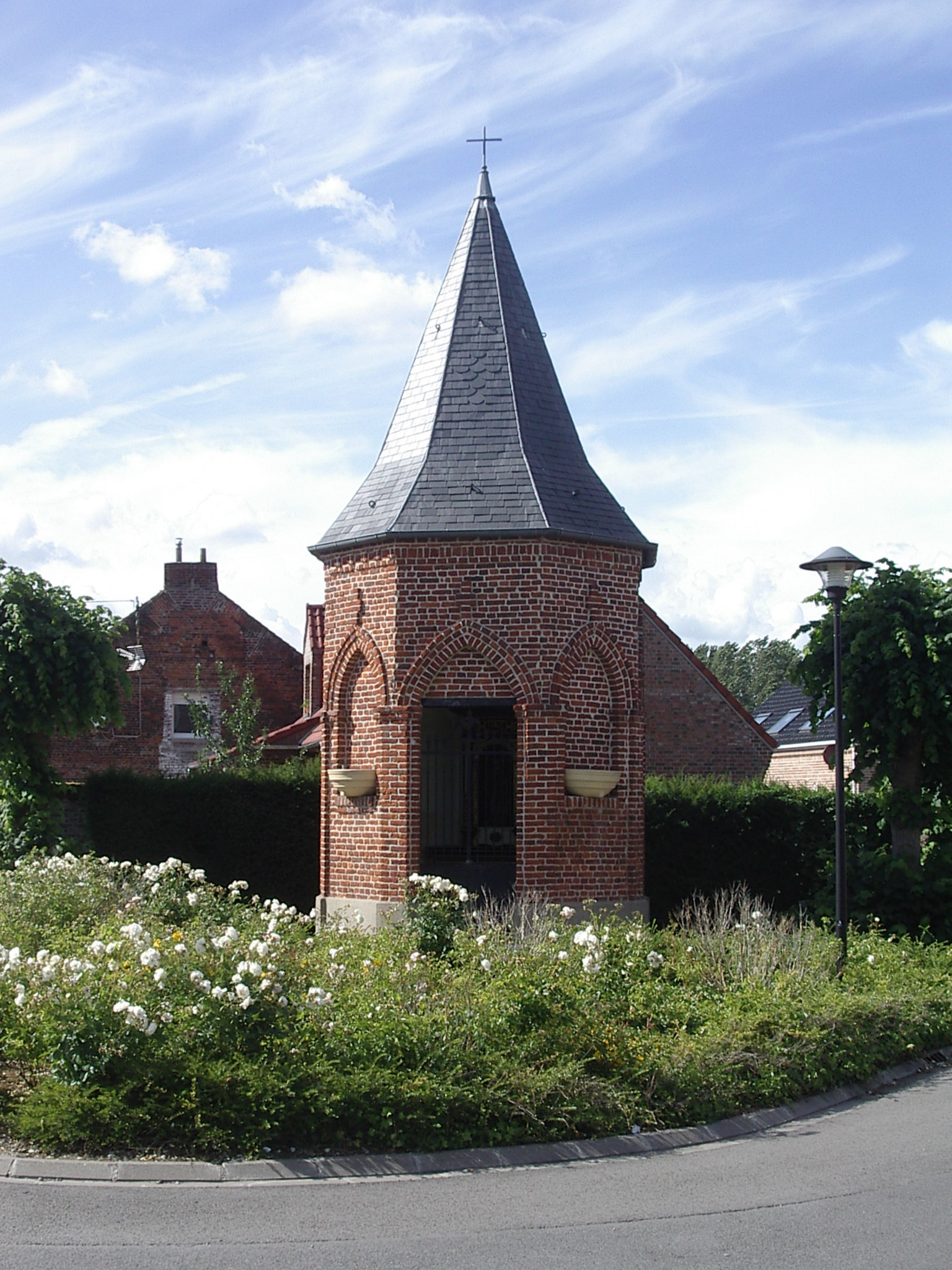
Kapelle Saint-Roch
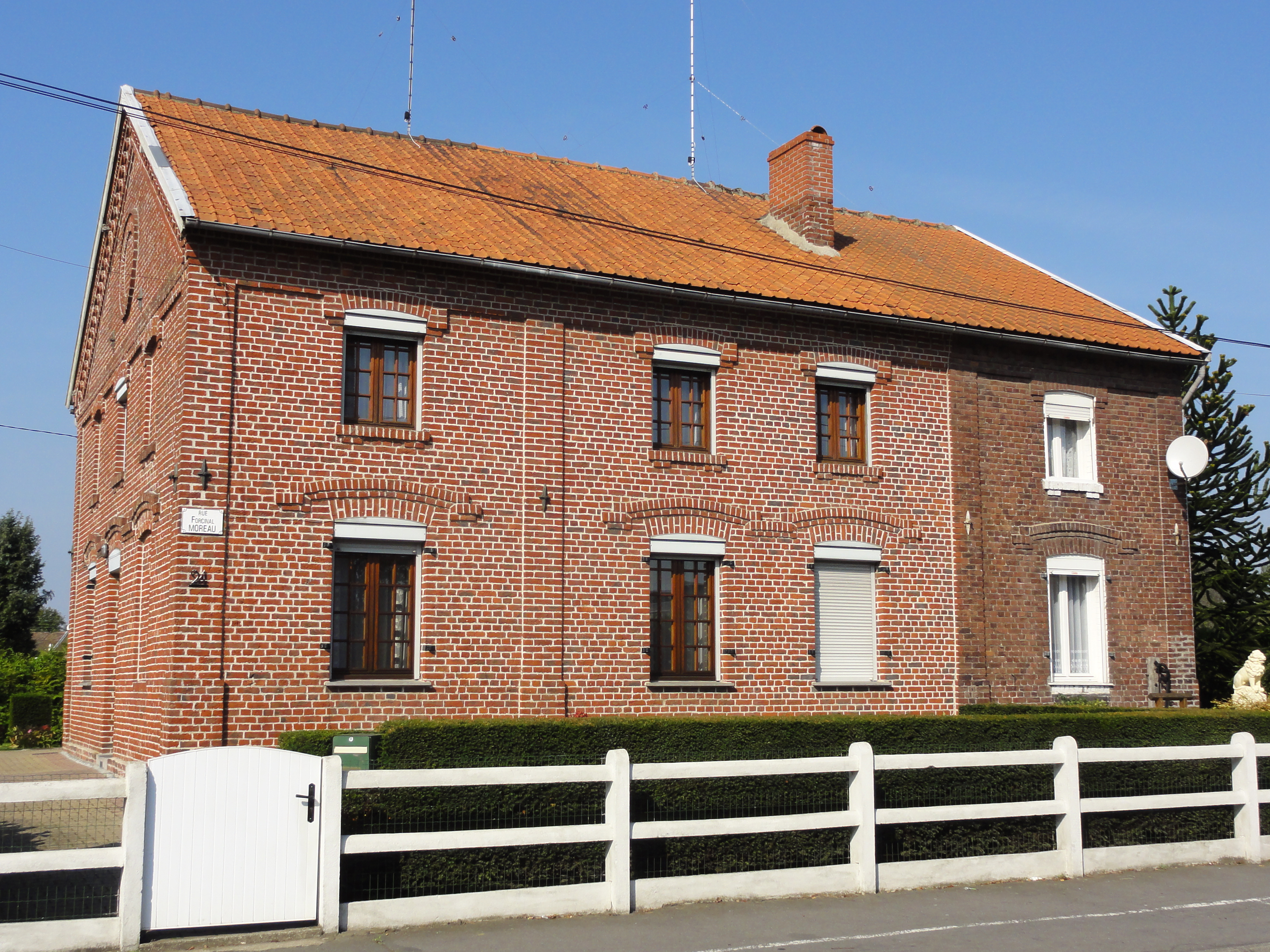
Ehemaliges Bergarbeiterhaus der Cité de la fosse Cuvinot
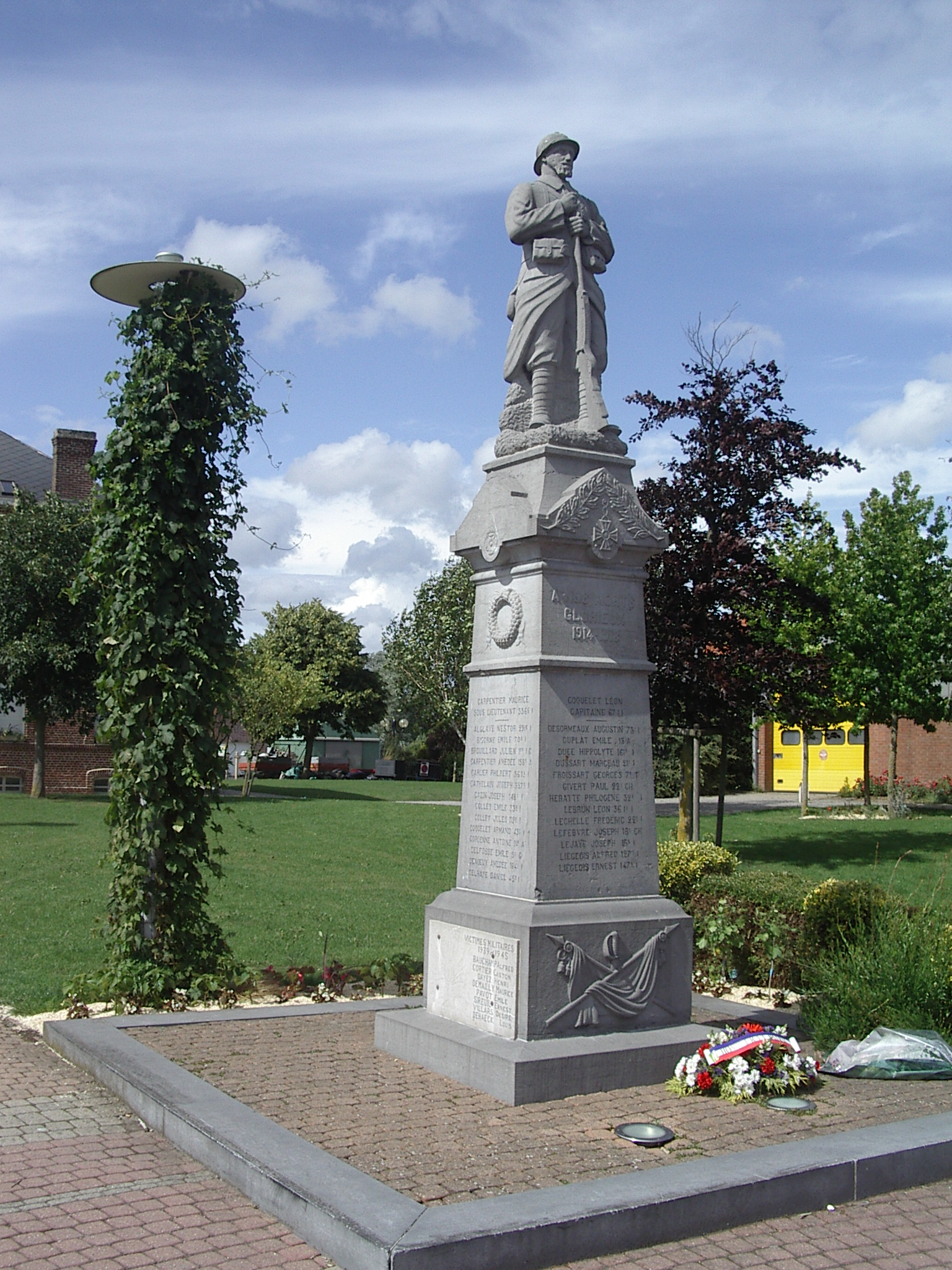
Gefallenendenkmal

- Kirche Saint-Nicolas
- Kapelle Saint-Roch
- Ehemaliges Bergarbeiterhaus der Cité de la fosse Cuvinot
- Gefallenendenkmal